# San José de los Llanos, Chiapas
San José de los Llanos är en ort i Mexiko.   Den ligger i kommunen Mazatán och delstaten Chiapas, i den sydöstra delen av landet, 900 km sydost om huvudstaden Mexico City. San José de los Llanos ligger 20 meter över havet och antalet invånare är 815.
Terrängen runt San José de los Llanos är platt, och sluttar västerut. Runt San José de los Llanos är det ganska glesbefolkat, med 34 invånare per kvadratkilometer. Närmaste större samhälle är Mazatán, 2,6 km söder om San José de los Llanos. Trakten runt San José de los Llanos består till största delen av jordbruksmark.